# Estany de Sils-Riera de Santa Coloma
Estany de Sils-Riera de Santa Coloma este o arie protejată (arie specială de conservare — SAC, sit de importanță comunitară — SCI, arie de protecție specială avifaunistică — SPA) din Spania întinsă pe o suprafață de 452,23 ha, integral pe uscat.

## Localizare
Centrul sitului Estany de Sils-Riera de Santa Coloma este situat la coordonatele 41°47′45″N 2°44′02″E / 41.7957°N 2.7338°E.

## Înființare
Situl Estany de Sils-Riera de Santa Coloma a fost declarat sit de importanță comunitară în decembrie 1997 pentru a proteja 58 de specii de animale. Alte tipuri de protecție:
- arie de protecție specială avifaunistică (în septembrie 2006)[2]
- arie specială de conservare (în noiembrie 2014)[1][3][4]

## Biodiversitate
Situată în ecoregiunea mediteraneană, aria protejată conține 9 habitate naturale: Galerii de Salix alba și de Populus alba, Păduri aluvionare cu Alnus glutinosa și Fraxinus excelsior (Alno-Padion, Alnion incanae, Salicion albae), Fânețe de joasă altitudine (Alopecurus pratensis, Sanguisorba officinalis), Păduri iberice de Quercus faginea și Quercus canariensis, Păduri de Quercus ilex și Quercus rotundifolia, Păduri de Quercus suber, Râuri cu maluri nămoloase cu vegetație de Chenopodion rubri p.p. și Bidention p.p., Păduri de pin mediteraneene cu pini mezogeni endemici, Râuri mediteraneene cu debit permanent cu specii de Paspalo-Agrostidion și galerii riverane de Salix și de Populus alba.
La baza desemnării sitului se află mai multe specii protejate:
- păsări (47): privighetoare-de-baltă (Acrocephalus melanopogon), pescăruș albastru (Alcedo atthis), rață pitică (Anas crecca), rață mare (Anas platyrhynchos), stârc cenușiu (Ardea cinerea), stârc roșu (Ardea purpurea), Bubulcus ibis, șorecarul comun (Buteo buteo), caprimulg (Caprimulgus europaeus), Certhia brachydactyla,  prundaș gulerat mic (Charadrius dubius), erete de stuf (Circus aeruginosus), erete vânăt (Circus cyaneus), porumbel gulerat (Columba palumbus), egretă mică (Egretta garzetta), vânturel roșu (Falco tinnunculus), cinteză (Fringilla coelebs), lișiță (Fulica atra), ciocârlan (Galerida cristata), becațină comună (Gallinago gallinago), găinușă de baltă (Gallinula chloropus), cocor (Grus grus), piciorong (Himantopus himantopus), stârc pitic (Ixobrychus minutus), capîntortură (Jynx torquilla), Larus michahellis, pescăruș râzător (Larus ridibundus), ciocârlie de pădure (Lullula arborea), becațină mică (Lymnocryptes minimus), prigoare (Merops apiaster), gaia neagră (Milvus migrans), muscar sur (Muscicapa striata), ciuf-pitic (Otus scops), viespar (Pernis apivorus), Phalacrocorax carbo sinensis, ploier auriu (Pluvialis apricaria), ploier argintiu (Pluvialis squatarola), cristei de baltă (Rallus aquaticus), mărăcinar negru (Saxicola torquatus), sitar de pădure (Scolopax rusticola), turturică (Streptopelia turtur), silvie roșcată (Sylvia cantillans), corcodel mic (Tachybaptus ruficollis), fluierarul de zăvoi (Tringa ochropus), pănțărușul (Troglodytes troglodytes), pupăză (Upupa epops), nagâț (Vanellus vanellus)
- mamifere (5): vidră de râu (Lutra lutra), liliac cu urechi de șoarece (Myotis blythii), liliacul mediteranean cu potcoavă (Rhinolophus euryale), liliacul mare cu potcoavă (Rhinolophus ferrumequinum), liliacul mic cu potcoavă (Rhinolophus hipposideros)
- nevertebrate (3): Coenagrion mercuriale, fluturele auriu (Euphydryas aurinia), rădașcă (Lucanus cervus)
- pești (1): Barbus meridionalis
- reptile (2): țestoasa de baltă (Emys orbicularis), Mauremys leprosa

Pe lângă speciile protejate, pe teritoriul sitului au mai fost identificate 6 specii de amfibieni, 7 specii de mamifere, 2 specii de reptile.